# Schlosskirche Heuckewalde

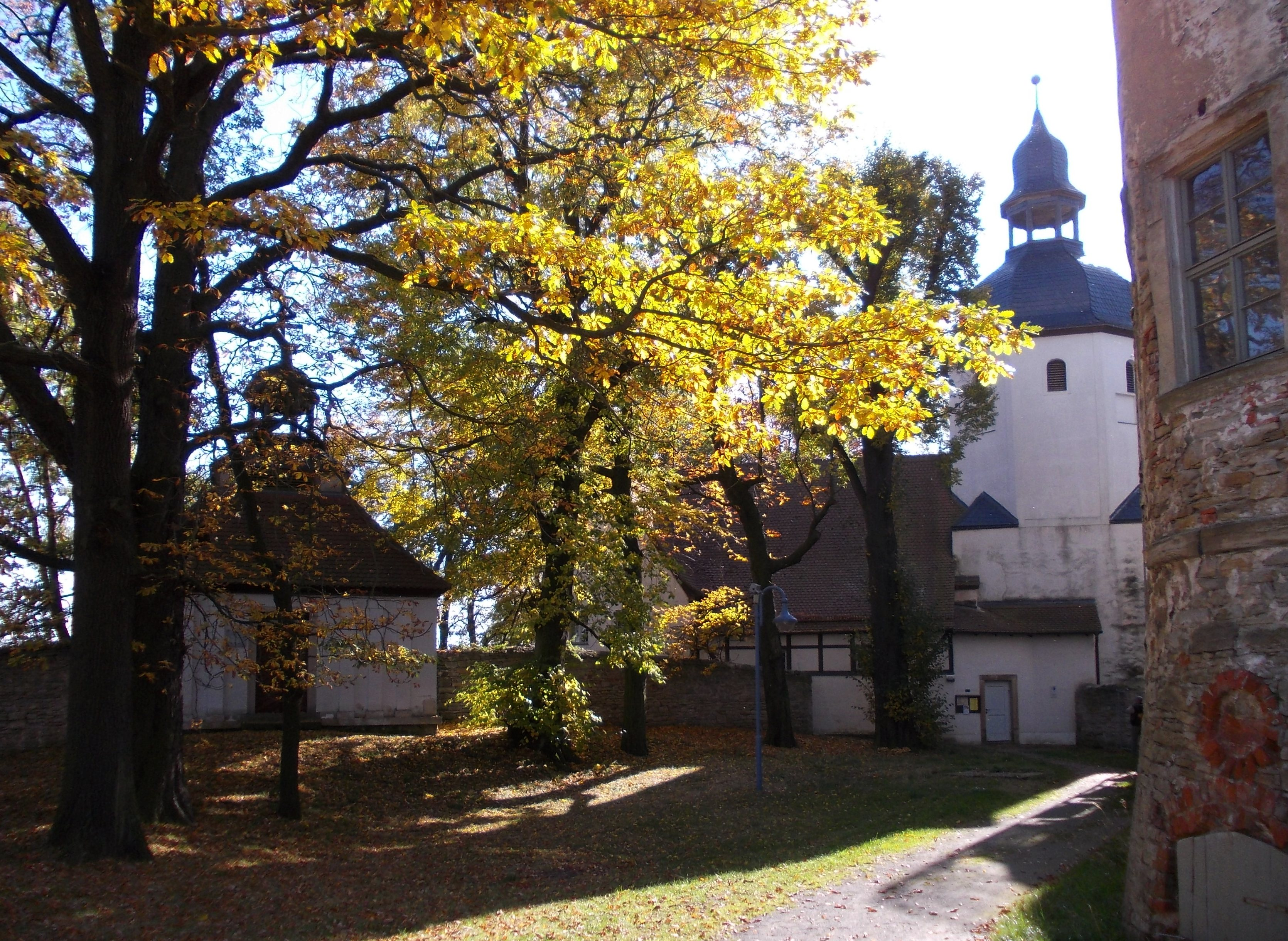
Blick zur Schlosskirche

Die evangelische Schlosskirche Heuckewalde liegt im Ortsteil Heuckewalde im Schlossgelände mit Park der Gemeinde Gutenborn im Burgenlandkreis in Sachsen-Anhalt.

## Geschichte
Sowohl die Kirche als auch das Schloss wurden in der Zeit der Stauferkaiser (1138 bis 1250) urkundlich erstmals genannt. Mönche vom Kloster Posa in Zeitz errichteten im „Wald auf der Hucke“ eine Kapelle, die im Laufe der Zeit jeweils nach den Bedürfnissen umgebaut und zur Schlosskirche erweitert wurde.

## Nach der politischen Wende
In den Jahren 2001 und 2002 wurde die Restaurierung des Barockaltars und der Kanzel durch die Stiftung KiBa finanziert. Am Freitag, dem 8. Mai 2014, berichtete die Presse anlässlich des 850-jährigen Bestehens der Schlosskirche mit Stolz über den Abschluss der Restaurierung der Kirche und von Altar und Kanzel.